# 迪爾洛湖
49°09′12″N 11°26′30″E / 49.15322°N 11.44162°E

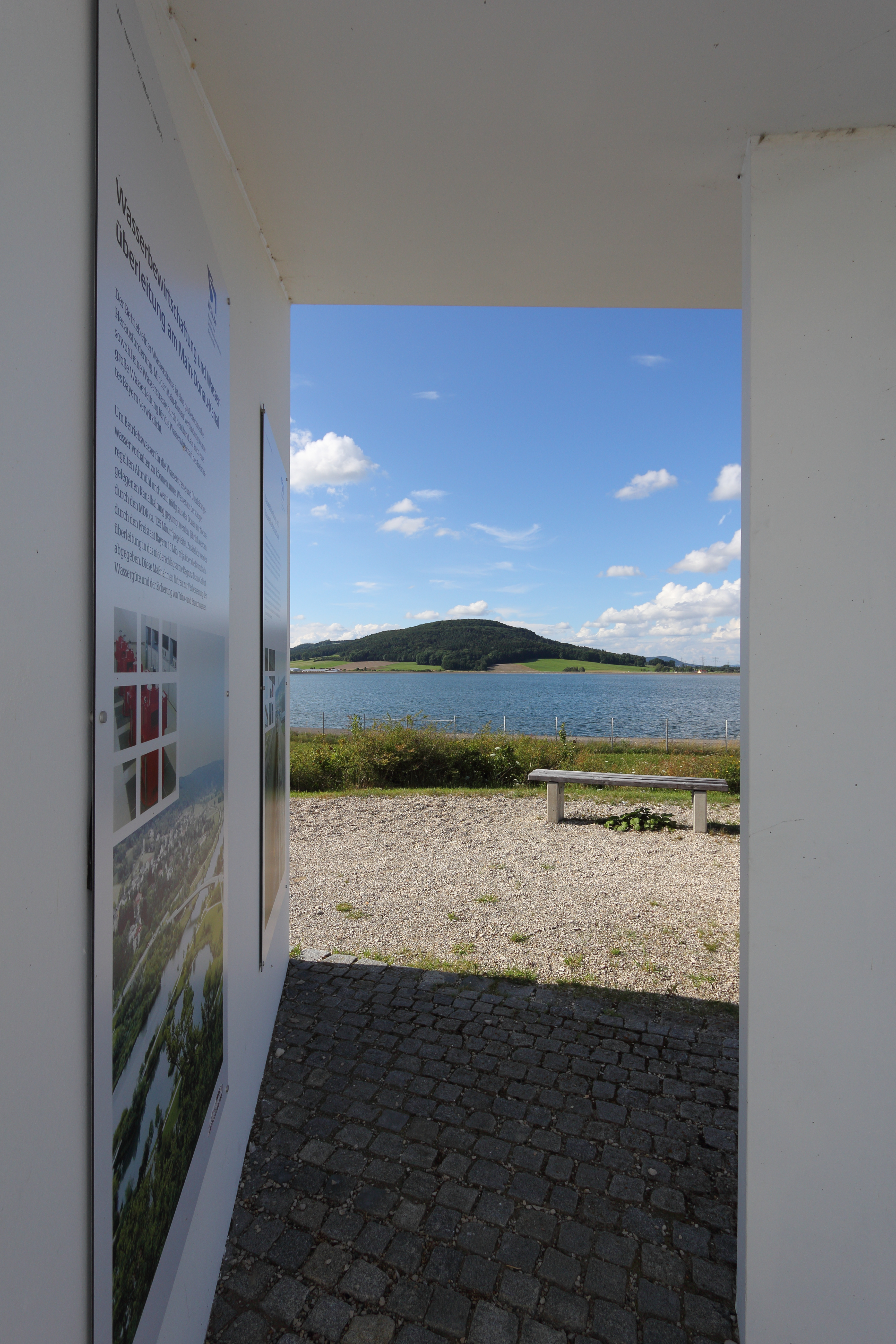

迪爾洛湖（德語：Dürrlohsee），是德國的人工湖泊，位於該國東南部，由巴伐利亞州負責管轄，長0.7公里、寬0.4公里，面積0.2平方公里，海拔高度415米，水體容量200萬立方米。